# Taenitis hosei
Taenitis hosei är en kantbräkenväxtart som först beskrevs av Bak., och fick sitt nu gällande namn av Holtt. Taenitis hosei ingår i släktet Taenitis och familjen Pteridaceae. Inga underarter finns listade.